# سلطنات الدكن
سَلْطَنَاتُ الدَّكَنِ (بالأردية: دکن سلطنتیں) حكمت أواخر العصور الوسطى خمس سلطنات مسلمة وهي بيجابور وأحمد نكر وبيدر وبرار وغولكوندا في جنوب الهند الغربية. وتقع سلطنات الدكن في هضبة الدكن، بين نهر كريشنا وجبال فيندهيا. واستقلت هذه الممالك أثناء تفكك السلطنة البهمنية. حيث أعلنت أحمد نكر استقلالها في عام 1490 وتلتها بيجابور وبرار في نفس العام. بينما استقلت غولكوندا في عام 1518 واستقلت بيدار في عام 1528. وفي عام 1510، تصدت بيجابور لغزو البرتغاليين ضد مدينة غوا، لكنها خسرت في وقت لاحق من ذلك العام.
وبصفة عامة، فعلى الرغم من تحالف المتنافسين ضد إمبراطورية فيجاياناغارا عام 1565، إلا أنها استمرت في إضعاف فيجياناجار في معركة تاليكوتا (Talikota). وبعد الانقلاب الذي حدث في سلطنة برار عام 1574، قامت سلطنة أحمد نكر بغزوها وفتحها. وفي عام 1619، تم ضم سلطنة بيدار بواسطة بيجابور. وفي نهاية المطاف، تم غزو هذه السلطنات من قبل الإمبراطورية المغولية؛ حيث انعزلت برار عن أحمد نكر في عام 1596 وتم الاستيلاء على أحمد نكر بالكامل في الفترة بين عام 1616 و1636 وتم غزو جولكوندا وبيجابور عن طريق حملة أورنكزيب من 1686 حتى 1687.